# Novíssimos
En la doctrina católica, los últimos acontecimientos que afectaron cada individuo en el fin de su jornada terrestre son llamados "Novíssimos". Ellos son cuatro: muerte, juicio particular,  infierno y paraíso. El estudio de los Novíssimos también es conocido como Escatología individual, pues trata exclusivamente del estudio individual del destino de las almas después de la muerte, diferenciándose así de la Escatología colectiva, que tiene como objetivo estudiar los últimos acontecimientos relativos a toda la humanidad, según la misma óptica cristiana.
El término "Novíssimos" es de origen bíblico, y puede ser encontrado en el libro de Eclesiástico (también conocido como Sirácida), presente en los días de hoy solo en las ediciones católicas de la Biblia: "En todas tus obras, acuérdate de tus novíssimos, y jamás pecarás". (Eclo 7,36). Desde los primeros siglos de tradición cristiana, es costumbre en los monasterios y abadías el ejercicio mental de recordar la muerte y sus consecuencias, como forma de disciplinar el corazón y cultivar sus virtudes.
[quote="https://www.preghieracontinua.org/it/gallery/4-novissimi"]
La expresión quattro novissimi, o, más simplemente, los Novissimi, indica las cosas últimas, lo que el hombre, según la economía de la Divina Providencia, encuentra al final de la vida.
Los Cuatro Novissimi son:
1. Muerte
Lo último que le pasa a la persona en esta vida. Con ello termina el tiempo de prueba. La sanción definitiva de si corresponde o no a la voluntad de Dios para la salvación manifestada por Cristo ya se produce en el juicio particular y se confirma en el juicio particular. El significado cristiano de la muerte se manifiesta a la luz del misterio pascual de la muerte y resurrección de Cristo, en el que reposa nuestra única esperanza. El cristiano que muere en Cristo Jesús va al exilio del cuerpo para vivir con el Señor (ver 2 Cor. 5.8). La muerte es la conclusión definitiva de la vida terrena: con ella terminan definitivamente todos los procesos vitales. Con la muerte comienza el más allá, cuya situación feliz o infeliz está determinada por las libres elecciones de la persona.
2. Juicio (particular y universal)
La muerte pone fin a la vida del hombre como tiempo abierto a la aceptación o al rechazo de la gracia divina que se ha manifestado en Cristo. El Nuevo Testamento habla del juicio principalmente en la perspectiva del encuentro final con Cristo en su segunda venida, pero también afirma, en varias ocasiones, la retribución inmediata que, después de la muerte, será dada a cada uno en relación a sus obras. y su fe. La parábola del pobre Lázaro y las palabras de Cristo en la cruz al buen ladrón, así como otros textos del Nuevo Testamento, hablan de un destino final del alma que puede ser diferente para ambos. Desde el momento de su muerte, cada hombre recibe la retribución eterna en su alma inmortal, en un juicio particular que pone su vida en relación con Cristo, por el cual o pasará por una purificación, o entrará inmediatamente en la bienaventuranza del cielo, o bien ser condenado inmediatamente para siempre. El Juicio Particular es aquel juicio al que es sometida la persona humana inmediatamente después de su muerte. Con ello la persona entra en su dimensión definitiva, en la aceptación o rechazo de Dios. El Juicio particular será confirmado en el juicio universal. El juicio particular es una de las cuatro realidades finales y muy nuevas en las que se articula la escatología cristiana.
3. infierno
"Estado de autoexclusión definitiva de la comunión con Dios y con los bienaventurados".
Por infierno entendemos la condición de aquellos que, después de la muerte y de la resurrección de los muertos, se encuentran en "estado de exclusión definitiva de la comunión con Dios y con los bienaventurados". Esta condición de sufrimiento eterno no representa una mera y pasiva condena por parte de Dios sobre el destino último del hombre pecador, sino la consecuencia lógica y permanente de sus acciones en la vida terrena que no estaban dirigidas al doble mandamiento del amor a Dios. y amar a los demás. Lo opuesto al infierno es el paraíso, es decir, la condición de perpetua bienaventuranza de quienes en la vida terrenal han implementado el doble mandamiento del amor a Dios y al prójimo.
4. Paraíso
El bien supremo que tendrán "los que mueren en la gracia y amistad de Dios y que estén perfectamente purificados". La palabra paraíso se refiere a la vida eterna y bienaventurada de los difuntos que disfrutan de la visión del rostro de Dios. Se utiliza principalmente en la tradición cristiana, pero no es exclusivo del cristianismo.

## Escatología
La escatología, literalmente "ciencia de las últimas cosas", es la reflexión teológica sobre el destino definitivo y final de los hombres y de la creación. La escatología cristiana en la práctica está íntimamente relacionada con la visión de la muerte y del más allá: tiene que ver con la resurrección de los muertos, con la Vida Eterna, con el Día del Juicio, con el regreso de Cristo. El misterio pascual fue leído ya por la primera generación cristiana como un acontecimiento escatológico fundamental, que devolvió la esperanza a los discípulos del Resucitado.
Indulgencias
Las indulgencias son la remisión ante Dios de la pena temporal merecida por los pecados, ya perdonados en términos de culpa, que los fieles, bajo ciertas condiciones, adquieren, para sí o para el difunto, por el ministerio de la Iglesia, la cual, como dispensadora de la redención. , distribuye el tesoro de los méritos de Cristo y de los santos. La práctica de las indulgencias debe entenderse como expresión y realización de la misericordia de Dios, que ayuda a sus hijos a anular las penas debidas a sus pecados, pero también y sobre todo a empujarlos hacia un mayor fervor de caridad. Las indulgencias están estrechamente relacionadas con el sacramento de la penitencia, ya que son la remisión ante Dios de la pena temporal de los pecados, cuya culpa ya ha sido remitida con el sacramento de la Penitencia. La indulgencia se obtiene a través de la Iglesia, y puede ser parcial o plenaria; se puede aplicar a uno mismo y también al difunto.[/quote]
- Datos: Q1219811
- Multimedia: The Four Last Things / Q1219811